# Stiftung Oper in Berlin
Die Stiftung Oper in Berlin ist eine landesunmittelbare Stiftung des öffentlichen Rechts mit Sitz in Berlin. Sie zählt zu den größten Kultureinrichtungen Deutschlands. Die Hauptverwaltung mit einem Generaldirektor an der Spitze hat ihren Sitz am Wriezener Bahnhof 1 im Berliner Bezirk Friedrichshain-Kreuzberg. Zur Stiftung gehören fünf eigenständige Einrichtungen mit eigenen Standorten in Berlin.

## Entstehung, Aufgaben und Organisation

### Die Ausgliederung aus der Landesverwaltung
Zum 1. Januar 2004 trat das Gesetz über die „Stiftung Oper in Berlin“ in Kraft und bekam eine Satzung. Die Opernhäuser Deutsche Oper Berlin, Deutsche Staatsoper Berlin (Staatsoper Unter den Linden) und Komische Oper Berlin wurden damit in die rechtliche Selbständigkeit überführt. Der wesentliche kulturpolitische Hintergrund für diese Überführung war die angespannte Haushaltslage des Landes Berlin, die drohende Schließung eines Opernhauses seit 2002, und die daraus resultierende Notwendigkeit, den Zuschuss des Landes Berlin für die drei Opernhäuser schrittweise zu reduzieren. Grundlage für das Gesetz war das so genannte Opernstrukturkonzept. Es sieht u. a. vor, dass die Häuser wirtschaftlich und künstlerisch weiterhin selbständig geführt werden. Durch Ausgründung entstand das Staatsballett Berlin als vierter eigenständiger künstlerischer Betrieb, außerdem wurde der Plan gefasst, schrittweise die Werkstätten zu zentralisieren. Zu diesem Zweck wurde als fünfter Betrieb der Bühnenservice Berlin geschaffen.

### Die Stiftung Oper in Berlin
In der Stiftung als juristischer Person des öffentlichen Rechts sind die fünf eigenständigen Betriebe Deutsche Oper Berlin, Komische Oper Berlin, Staatsoper Unter den Linden, Staatsballett Berlin und Bühnenservice Berlin zusammengeschlossen. Hinzu kommt das Stiftungsdach mit der Generaldirektion, dem Personalservice und der Finanzbuchhaltung. Die Stiftung ist Arbeitgeberin aller derzeit knapp 2000 Mitarbeiter und Eigentümerin der Gebäude. Im Jahr 2005 wurden aus den Betrieben heraus die Personalabteilungen im zentralen Personalservice zusammengefasst, im Jahr 2006 folgte die Zentralisierung der Finanzbuchhaltung im sogenannten Stiftungsdach. Dieses beherbergt auch die Generaldirektion (mit Sitz Am Wriezener Bahnhof 1, 10243 Berlin). Sämtliche stiftungsübergreifende Bereiche sind somit seit Herbst 2010 in dem neu gestalteten Standort „Am Wriezener Bahnhof 1“ zusammengelegt – nicht nur der Bühnenservice mit den zentralen Dekorations- und Kostümwerkstätten der Stiftung, sondern auch die Abteilungen des Stiftungsdaches. Dieses Konzept der zentralen Theater-Werkstätten und der Konzentration wesentlicher Zentralfunktionen an einem Standort ist einzigartig. Entsprechend den Vorgaben des Stiftungsgesetzes wurde dem Vorstand der Stiftung Oper in Berlin zum 1. März 2005 eine Satzung genehmigt, die seitdem und mit dem 11. Februar 2009 in geänderter Fassung in Kraft ist. Die drei Opern bleiben autonome Häuser mit eigenständigen künstlerischen Leitern – Elisabeth Sobotka, Susanne Moser/Philip Bröking, Dietmar Schwarz – und eigenen Etats. Dasselbe gilt für das Staatsballett unter Leitung von Christian Spuck. Und auch der Bühnenservice Berlin, in dem die Dekorations- und Kostümwerkstätten zusammengelegt sind, ist ein eigenständiger Betrieb unter Leitung von Rolf D. Suhl. Zwischen den künstlerischen Betrieben und dem Bühnenservice besteht ein Kontrahierungszwang. Danach sind die künstlerischen Betriebe während der Vertragslaufzeit verpflichtet, die vom Bühnenservice anzubietenden Leistungen, die eine kostendeckende Vergütung vorsehen müssen, in Anspruch zu nehmen.
Der Gesamtzuschuss des Landes Berlin betrug für das Jahr 2018 142,5 Millionen Euro (zuzüglich eines Bundeszuschusses von 10 Millionen Euro). Für das Jahr 2025 plant der Berliner Senat eine Etatkürzung in Höhe von 15 Millionen Euro.

### Struktur der Opernstiftung
In der Stiftung Oper in Berlin als juristische Person des öffentlichen Rechts sind die drei Opernhäuser Berlins, das Staatsballett Berlin und der Bühnenservice Berlin als eigenständige Betriebe zusammengeschlossen. Die Stiftung ist Arbeitgeber aller Mitarbeiter und Eigentümer der dazugehörenden Gebäude, wie der Spielstätten, Magazine, Verwaltungen, Werkstätten. Die Opernstiftung wird zur Erfüllung ihrer Aufgaben vom Land und vom Bund bezuschusst, das Land Berlin trägt die Kosten der Gebäudeunterhaltung und eventueller Bauinvestitionen. 
Die neun Repräsentanten – vier Intendanten mit künstlerischer und vier geschäftsführende Direktoren mit ökonomischer Verantwortung sowie der Geschäftsführer des Bühnenservice – bilden gemeinsam mit dem Generaldirektor Georg Vierthaler den Stiftungsvorstand. Dieser Vorstand überwacht die Wirtschafts- und Spielpläne der drei Opern und des Staatsballetts, kontrolliert die Wirtschaftsführung der einzelnen Betriebe, bereitet Tarifverträge und Dienstvereinbarungen vor, fördert ein gemeinsames Marketing und erlässt allgemeine Richtlinien über die Arbeit der Betriebe. Dem Generaldirektor kommt in dem Gremium die wichtige Rolle zu, dass er die Stiftung nach innen und außen vertritt, er führt die Geschäfte und hat große Entscheidungskompetenz, gegen sein Veto kann der Stiftungsvorstand keinen Beschluss fassen. Aber auch der Vorstand mit seinem Generaldirektor ist rechenschaftspflichtig, er wird vom Stiftungsrat beaufsichtigt und beraten.
Der Stiftungsrat hat sieben Mitglieder, die in regelmäßigen Abständen zusammenkommen: als Vorsitzenden den Kultursenator von Berlin Klaus Lederer, daneben den Finanzsenator von Berlin Matthias Kollatz sowie vier vom Abgeordnetenhaus von Berlin gewählte Experten für künstlerische und wirtschaftliche Fragen und außerdem einen Arbeitnehmervertreter. Bis zum 31. August 2016 wurden die ehemalige RBB-Intendantin Dagmar Reim, Intendantin der Bregenzer Festspiele, Elisabeth Sobotka, Heike Kramer vom Sparkassen- und Giroverband sowie Hans-Kornel Krings, Vorsitzender des Kuratoriums der Familienstiftung Becker und Kries, bestellt. Der Stiftungsrat ernennt die Intendanten, die Generalmusikdirektoren, die geschäftsführenden Direktoren und den Generaldirektor. Auch einige Beschlüsse des Stiftungsvorstandes müssen vom Stiftungsrat genehmigt werden, so unter anderem die Wirtschaftspläne, neue Tarifverträge, Dienst- und Betriebsvereinbarungen sowie der Verkauf von Vermögensgegenständen und die Beleihung der Liegenschaften. Der Stiftungsrat entscheidet mit einfacher Mehrheit. Bei der Beschlussfassung über die Genehmigung der Wirtschaftspläne haben der Vorsitzende sowie der Finanzsenator Vetorecht. Bei der Benennung des Generaldirektors kann der Vorsitzende, also der Kultursenator, nicht überstimmt werden. Diese Organisationsform mit dem Generaldirektor an der Spitze, dem Vorstand als Entscheidungsgremium und dem Stiftungsrat als beratendes Kontrollorgan stellt die Stiftung Oper in Berlin auf ein solides getragenes Fundament.

## Generaldirektoren
Die Stiftung Oper in Berlin wurde bzw. wird seit ihrer Gründung von folgenden Generaldirektoren geleitet:
- 1. Januar 2004–28. Februar 2005: Georg Vierthaler (Koordinator Stiftungsvorstand)
- 1. März 2005–31. März 2005: Barbara Kisseler (kommissarisch, als Staatssekretärin für Kultur)
- 1. April 2005–13. Februar 2007: Michael Schindhelm
- 14. Februar 2007–31. August 2009: Stefan Rosinski (kommissarisch)
- 1. September 2009–31. Juli 2013: Peter F. Raddatz
- seit dem 1. August 2013: Georg Vierthaler